# Crotalaria axillifloroides
Crotalaria axillifloroides är en ärtväxtart som beskrevs av Rudolf Wilczek. Crotalaria axillifloroides ingår i släktet sunnhampor, och familjen ärtväxter. Inga underarter finns listade i Catalogue of Life.